# Podole (staw)
Podole – staw we wsi Podole w powiecie opatowskim (województwo świętokrzyskie).
Staw na rzece Lipowej znajduje się w południowej części wsi, przy rozwidleniu dróg w kierunku Opatowa i Ptkanowa. Zbiornik ma około dwa hektary powierzchni i stanowi łowisko wędkarskie pozostające pod opieką Koła Polskiego Związku Wędkarskiego nr 23 w Opatowie.